# 山田東次
山田 東次（やまだ とうじ、安政5年6月21日（1858年7月31日） - 明治32年（1899年）12月18日）は明治期の政治家、法学者、教育者。衆議院議員、法典調査会委員、和仏法律学校（現法政大学）理事。

## 略歴
- 1858年（安政5年）6月21日、相模国（現神奈川県）鎌倉郡小阪村の山田林之助の長男として出生する。
- 1881年（明治14年）、上京し、神奈川県出身の学生のための寮・静修館に入る。
- 1885年（明治18年）、東京法学校（第1回卒業生、現法政大学）を卒業する。
- 1886年（明治19年）、『法律経済新報』『法律応用雑誌』を創刊し編集責任者になる。
- 1890年（明治23年）、第1回衆議院議員総選挙で神奈川県第4区から出馬し、当選。
- 1892年（明治25年）、第2回衆議院議員総選挙に当選。
- 1893年（明治26年）、法典調査会の委員に就任（私立法律学校出身者では唯一人）。
- 1894年（明治27年）、第3回衆議院議員総選挙に当選。
- 1898年（明治31年）、和仏法律学校の理事に就任する。
- 1899年（明治32年）12月18日、病のため療養先の湘南鵠沼にて死去。享年42。

## 人物
東京法学校卒業後、同校主幹の薩埵正邦の助手として法学教育に携わり、高崎法律学校（1886年（明治19年）開校）に薩埵と毎週交代で出講している。
また、中央法学会において法律雑誌を出版し、法学の啓蒙・教育活動に努めている。
その後、自由党系衆議院議員として活躍し、法典調査会委員に私立法律学校出身者として唯一人就任している。
民法典論争では断行派に立ち、宮城浩蔵・小笠原貞信らとともに「民法中一部延期ニ関スル法律案」を提出し、延期派に対して最後の抵抗を示している。
第4回衆議院議員総選挙には出馬せず、和仏法律学校の理事に就任し、母校の発展・運営に尽力している。

## 著書
山田東次著『法律応用問答』東京法学社、1886年9月。